# NForce2
nForce2 es un chipset de placas base lanzado por Nvidia en julio de 2002 como una actualización de la oferta original de productos nForce. El chipset nForce2 era una plataforma para placas base compatibles con las CPU con Socket A de AMD junto con DDR SDRAM. Hubo múltiples variaciones del chipset, incluida una con un procesador de gráficos GeForce4 MX integrado (IGP) y otra sin él.

## Desarrollo
El nForce2 presenta dos puentes sur diferentes, el MCP y el MCP-T. Los dos difieren solo en la integración de audio y Ethernet. Este último está equipado con dos NIC Ethernet de 100 Mbit (nV y 3Com 3C905) y NVAPU (SoundStorm) con audio 3D acelerado por hardware y codificación Dolby Digital de 5.1 canales en tiempo real, mientras que el primero cuenta con un NIC de 100 Mbit y un AC' 97 controlador de audio. Para el audio, ambas unidades MCP se conectaron a un chip de códec externo, como un Realtek ALC650. Con el MCP, este códec proporcionó todas las funciones de audio impulsadas por software, mientras que con el MCP-T realizó las funciones de DAC. Desafortunadamente, el códec externo y los circuitos de la placa base inevitablemente ruidosos (EMI/RFI) fueron perjudiciales para la calidad del audio incluso en las placas equipadas con MCP-T. Como resultado, las soluciones de audio nForce nunca fueron de alta fidelidad a menos que se usara la salida S/PDIF (TOSLINK o coaxial).
El chipset nForce2 se destacó por su controlador de memoria avanzado. Introdujo una interfaz de memoria de doble canal en el mercado principal, duplicando el ancho de banda teórico. Esto se consideró necesario para que nForce2 IGP, con sus gráficos integrados de clase GeForce4 MX, fuera una solución de presupuesto competitivo en rendimiento. También era importante no desviar el ancho de banda del resto del sistema compartiendo el ancho de banda de la memoria con el IGP más potente producido para el Socket A. El bus frontal del Athlon XP tenía un tope de 400 mhz, que solo era suficiente para manejar el ancho de banda de la memoria proporcionado por DDR-200 de dos canales o DDR-400 de un solo canal. Como resultado, un canal de memoria estaba reservado para la CPU mientras que el otro estaba disponible casi exclusivamente para la GPU. En configuraciones de doble canal de nForce2 sin IGP, Athlon XP solo mostró ganancias de 5% como máximo en aplicaciones intensivas de ancho de banda de memoria. Comparativamente, en configuraciones de doble canal con gráficos IGP, el rendimiento fue demostrablemente equivalente a las tarjetas GeForce 2 MX dedicadas que emplean memoria DDR de 64 bits o memoria SDR de 128 bits.
Entre varias correcciones y mejoras en comparación con el nForce original, nForce2 presentaba un reloj PCI/AGP fijo, es decir, Las frecuencias PCI y AGP no cambiarán al cambiar el FSB. Como resultado, la plataforma nForce2 era conocida por su facilidad para hacer overclocking de los procesadores AMD y se usó con frecuencia en la comunidad de overclocking durante algunos años. También se supo que el chipset dio el mejor rendimiento con FSB y la memoria funcionando sincronizada, la operación asincrónica entregó una pérdida de rendimiento inusualmente alta.

## Actualizacíon
En 2003, Nvidia lanzó un nForce2 actualizado, llamado "nForce2 Ultra 400". El nForce2 Ultra 400 y el nForce2 400 representaron el soporte oficial para un 200 MHz FSB y PC-3200 DDR SDRAM, mientras que el antiguo nForce2 solo admitía un máximo de 166 FSB de MHz. Ultra 400 ofrecía soporte de doble canal, mientras que el 400 simple era compatible con PC-3200 de un solo canal. Ambos funcionaron de manera muy similar porque ninguno tenía el IGP y nuevamente Athlon XP no se benefició significativamente del ancho de banda adicional porque el bus de Athlon XP solo era capaz de igualar el ancho de banda con un solo canal de PC-3200. El nuevo chipset nuevamente se asoció con varios puentes sur diferentes, incluido uno con (MCP-T) y otro sin (MCP) SoundStorm y NIC de Ethernet dual. En 2004, se introdujeron tres nuevos puentes sur: MCP-S integrado Serial ATA, MCP-RAID tenía funciones RAID adicionales y MCP-Gb presentaba Gigabit Ethernet. Estos puentes sur más nuevos no integraron la unidad SoundStorm ni las capacidades de Ethernet dual del MCP-T.

## SoundStorm
El sistema de audio SoundStorm fue uno de los primeros productos de audio para computadoras de consumo en ofrecer codificación Dolby Digital 5.1 en tiempo real. Esto significaba que uno podía reproducir juegos o música y enviarlos como un flujo 5.1 digitalmente a un sistema de decodificación de altavoces externo. Esto resuelve un problema común con la mayoría de las soluciones de sonido digital de tener que conectar conexiones digitales y analógicas al mismo tiempo para que pueda tener sonido envolvente tanto en juegos (usando las conexiones analógicas) como en películas (usando la conexión digital). Solo recientemente, Dolby Digital en vivo permitió que competidores como la línea x-fi de Creative ofrecieran codificación DD 5.1 en tiempo real.
Algunos ven la muerte de SoundStorm como un ejemplo clásico del enfoque económico para construir computadoras que arrasa en la industria de las PC, con la calidad de los componentes erosionándose gradualmente, a favor de las consideraciones de precios. SoundStorm fue una buena competencia para Creative Labs durante su tiempo, pero sufrió problemas de controladores y problemas de rendimiento. Muchos propietarios de computadoras también tenían sus propias soluciones de audio discretas, como la popular serie Creative Audigy, VIA Envy24 o varias placas Turtle Beach, entre otras soluciones de gama alta que ofrecen una calidad analógica superior. Esto convirtió a NVAPU/SoundStorm en un producto de nicho en un mercado donde mantener bajos los costos de la placa es esencial para el volumen de ventas.
La existencia de SoundStorm/NVAPU fue un resultado directo del desarrollo de Xbox, con la APU directamente relacionada con la tecnología utilizada en la consola de Microsoft (que incorporó la tecnología de audio 3D HRTF de Sensaura). A medida que la tecnología envejecía y los consumidores y los fabricantes de equipos originales mostraban una falta de interés en comprar chipsets más caros pero de mayor calidad, Nvidia no veía motivos para justificar más gastos en I+D.